# Porotrichodendron flavidulum
Porotrichodendron flavidulum là một loài Rêu trong họ Lembophyllaceae. Loài này được (Müll. Hal.) Broth. miêu tả khoa học đầu tiên năm 1925.